# Białuty (gromada)
Białuty – dawna gromada, czyli najmniejsza jednostka podziału terytorialnego Polskiej Rzeczypospolitej Ludowej w latach 1954–1972.
Gromady, z gromadzkimi radami narodowymi (GRN) jako organami władzy najniższego stopnia na wsi, funkcjonowały od reformy reorganizującej administrację wiejską przeprowadzonej jesienią 1954 do momentu ich zniesienia z dniem 1 stycznia 1973, tym samym wypierając organizację gminną w latach 1954–1972.
Gromadę Białuty z siedzibą GRN w Białutach  utworzono – jako jedną z 8759 gromad na obszarze Polski – w powiecie działdowskim w woj. olsztyńskim na mocy uchwały nr 12 WRN w Olsztynie z dnia 4 października 1954. W skład jednostki weszły obszary dotychczasowych gromad Białuty, Dźwierznia i Purgałki ze zniesionej gminy Iłowo w powiecie działdowskim oraz obszar dotychczasowej gromady Napierki ze zniesionej gminy Szkudaj w powiecie nidzickim w tymże województwie. Dla gromady ustalono 11 członków gromadzkiej rady narodowej.
1 stycznia 1956 gromadę włączono do powiatu mławskiego w woj. warszawskim.
1 stycznia 1958 z gromady Białuty wyłączono wieś Napierki, włączając ją do gromady Powierz w powiecie nidzickim w woj. olsztyńskim, po czym gromadę Białuty zniesiono, a jej (pozostały) obszar włączono do gromady Iłowo w powiecie mławskim w woj. warszawskim.